# EURIBOR
EURIBOR (съкратено на английски: Euro Interbank Offered Rate) е средното лихвено равнище, при което банките в еврозоната си разменят срочни депозити в евро.
Изчислява се от Европейската банкова федерация в Брюксел, Белгия, която представлява интересите на 3000 кредитни институции в страните-членки на Евросъюза, а също и на Исландия, Норвегия и Швейцария. Обявява се ежедневно в 11.00 часа централноевропейско време и показва базовата лихва на междубанковия паричен пазар в Eврозоната за депозити в евро за 1, 3, 6 и 12 месеца.
Въведен е 1999 г. с въвеждането на единната валута в Евросъюза.